# Sinogastromyzon
Sinogastromyzon é um género de peixe actinopterígeo da família Balitoridae.
Há alguma disputa sobre as espécies neste gênero. Esta lista deriva principalmente do trabalho de Kottelat, 2012, com a adição de espécies descritas posteriormente. Existem atualmente 21 espécies reconhecidas neste gênero:
- Sinogastromyzon chapaensis Đ. Y. Mai, 1978
- Sinogastromyzon daduheensis Y. S. Guo & Jun Yang, 2013[3]
- Sinogastromyzon daon V. H. Nguyễn, 2005 (species inquirenda neste gênero)
- Sinogastromyzon dezeensis W. X. Li, W. N. Mao & Zong-Min Lu, 1999
- Sinogastromyzon hagiangensis V. H. Nguyễn, 2005 (species inquirenda neste gênero)
- Sinogastromyzon hsiashiensis P. W. Fang, 1931
- Sinogastromyzon hypercorpus V. H. Nguyễn, 2005 (species inquirenda neste gênero)
- Sinogastromyzon lixianjiangensis S. W. Liu, X. Y. Chen & J. X. Yang, 2010
- Sinogastromyzon macrostoma S. W. Liu, X. Y. Chen & J. X. Yang, 2010
- Sinogastromyzon maon V. H. Nguyễn & H. D. Nguyễn, 2005 (species inquirenda neste gênero)
- Sinogastromyzon minutus Đ. Y. Mai, 1978 (species inquirenda neste gênero)
- Sinogastromyzon multiocellum V. H. Nguyễn, 2005
- Sinogastromyzon namnaensis V. H. Nguyễn, 2005
- Sinogastromyzon nanpanjiangensis W. X. Li, 1987
- Sinogastromyzon nantaiensis I. S. Chen, C. C. Han & L. S. Fang, 2002
- Sinogastromyzon puliensis Y. S. Liang, 1974
- Sinogastromyzon rugocauda Đ. Y. Mai, 1978
- Sinogastromyzon sichangensis H. W. Chang, 1944
- Sinogastromyzon szechuanensis P. W. Fang, 1930
- Sinogastromyzon tonkinensis Pellegrin & Chevey, 1935
- Sinogastromyzon wui P. W. Fang, 1930